# Sant Jaume de Travesseres
Sant Jaume de Travesseres és l'església parroquial del poble de Travesseres dins del municipi de Lles de Cerdanya protegida com a bé cultural d'interès local.
Originàriament, l'església era d'estil romànic, actualment inapreciable. L'església és sufragània de Lles. La parròquia de Travesseres és citada a les Actes de Consagració de la Catedral d'Urgell.

## Descripció
Edifici de planta rectangular, d'una sola nau coberta amb volta apuntada. L'aparell és de pedra irregular excepte pel que fa als angles de l'edifici, les dovelles de la porta, de l'ull de bou i les finestres que són de pedra ben escairada. El campanar, al nord, és de torre amb coberta piramidal i quatre obertures. La porta, a llevant, i les altres obertures del temple, són modernes. Al mur de migjorn s'hi han afegit tres grans contraforts de factura moderna. A l'interior hi ha un cor de fusta i les parets són en part pintades amb sanefes i en part a pedra vista.
A l'interior hi havia una majestat romànica de talla policromada que actualment es troba al Museu Nacional d'Art de Catalunya.